# Noriker
Noriker, Norico o Pinzgauer è una razza equina che deve il proprio nome a Noricum, un'antica provincia romana da cui è originario, la quale comprendeva l'Austria, in parte la Slovenia, la Baviera e il Belgio. Questo cavallo ha origine più precisamente nei comuni di Pinzgau e Pongau, da cui il terzo nome.
In Baviera è conosciuto anche come Oberlander o Tedesco Meridionale.
Nato nel territorio alpino, dove ancora oggi registra la sua maggiore diffusione, è una razza di montagna, è abile a percorrere terreni pendenti e scoscesi, oltre ad essere molto robusto, resistente alle malattie, fertile e longevo.
In Italia è particolarmente apprezzato nelle province di Trento, Belluno, Verona, Rovigo e nell'Alto-Adige.

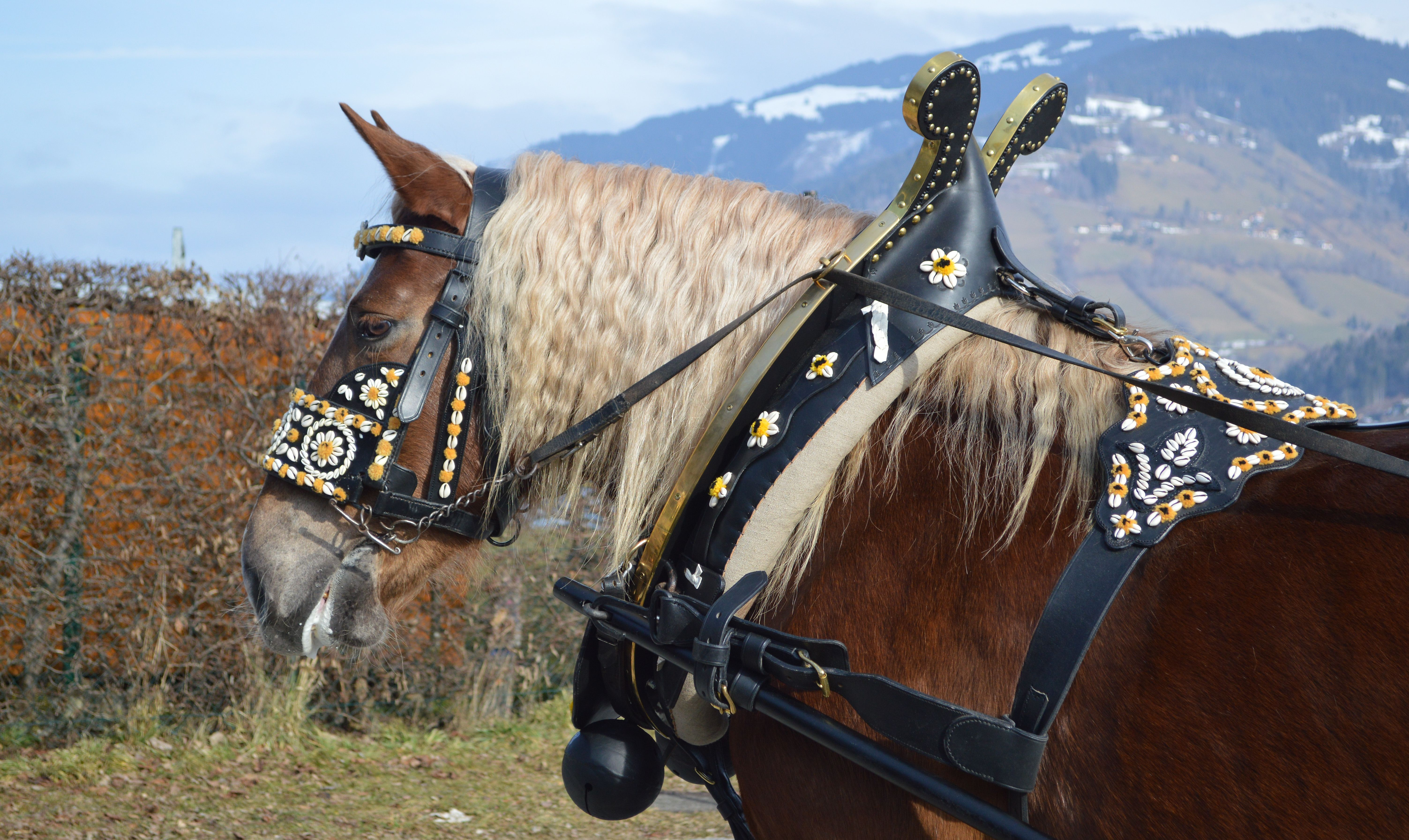
Cavallo Noriker in costume tradizionale alla Gauderfest in Austria.

Inizialmente fu selezionato come animale da tiro pesante (per lavori agricoli, boschivi e per il trasporto) grazie alla sua potenza e al suo passo sicuro. Era una razza molto importante per il trasporto di sale, oro e ferro celtico da Salisburgo all'Italia e per il trasporto di vino e spezie nel viaggio di ritorno. In seguito la selezione si è orientata su un cavallo da attacchi amatoriali e sportivi.

## Storia
Originariamente la razza Noriker veniva utilizzata dai Romani come cavallo da guerra. Il suo ruolo era trasportare le legioni nella provincia del Noricum (da cui deriva la denominazione della razza). Il mantello maculato presente in alcuni soggetti, deriva da razze come gli stalloni napoletani, belgi e spagnoli.
Dai Romani abbiamo imparato molto sull'allevamento dei cavalli, infatti erano un elemento fondamentale del loro vasto impero. Venivano utilizzati per la caccia, la corsa, la guerra e per le eleganti parate. 
Il pesante cavallo da guerra del Juvavum è un suo antenato da cui ha ereditato la predisposizione ad essere un cavallo da tiro.
Fino al Medioevo si era sviluppato un cavallo di taglia media, pesante e compatto, adatto ai lavori difficili nelle zone montuose. Chi segnò la svolta per questa razza furono i monasteri, che iniziarono a definire le caratteristiche di questa razza, seguendo un'attenta selezione nei loro allevamenti.
Finalmente nel 1574 l’arcivescovo di Salisburgo, Johann Jakob von Kuen, definì gli indirizzi per l’allevamento in purezza, inaugurando la prima stazione di monta pubblica, fu istituito il Libro
Genealogico e vennero realizzate nuove stazioni di allevamento. Nel1688 fu emanata un’ordinanza in cui decretarono che non tutti gli stalloni potevano liberamente essere considerati puri, ma dovevano rispettare delle caratteristiche decretate da un'apposita commissione.
Quando si passò sotto il controllo della corte imperiale austriaca, si procedette agli incroci con gli stalloni Napoletani e Spagnoli, in modo da aumentare la taglia e l’eleganza del Norico, che molto spesso venne utilizzato nei tornei.
I cavalli importati dalla Spagna, che allora come l’Austria faceva parte dell’Impero Asburgico, costituirono la base per i maculati, in particolare per
quelli del Pinzgau, anche denominati Pinzgauer Noriker il cui Libro Genealogico fu istituito
nel 1903. Nel 1897 sono state fondate le prime Associazioni Allevatori della razza.

## Caratteri morfologici

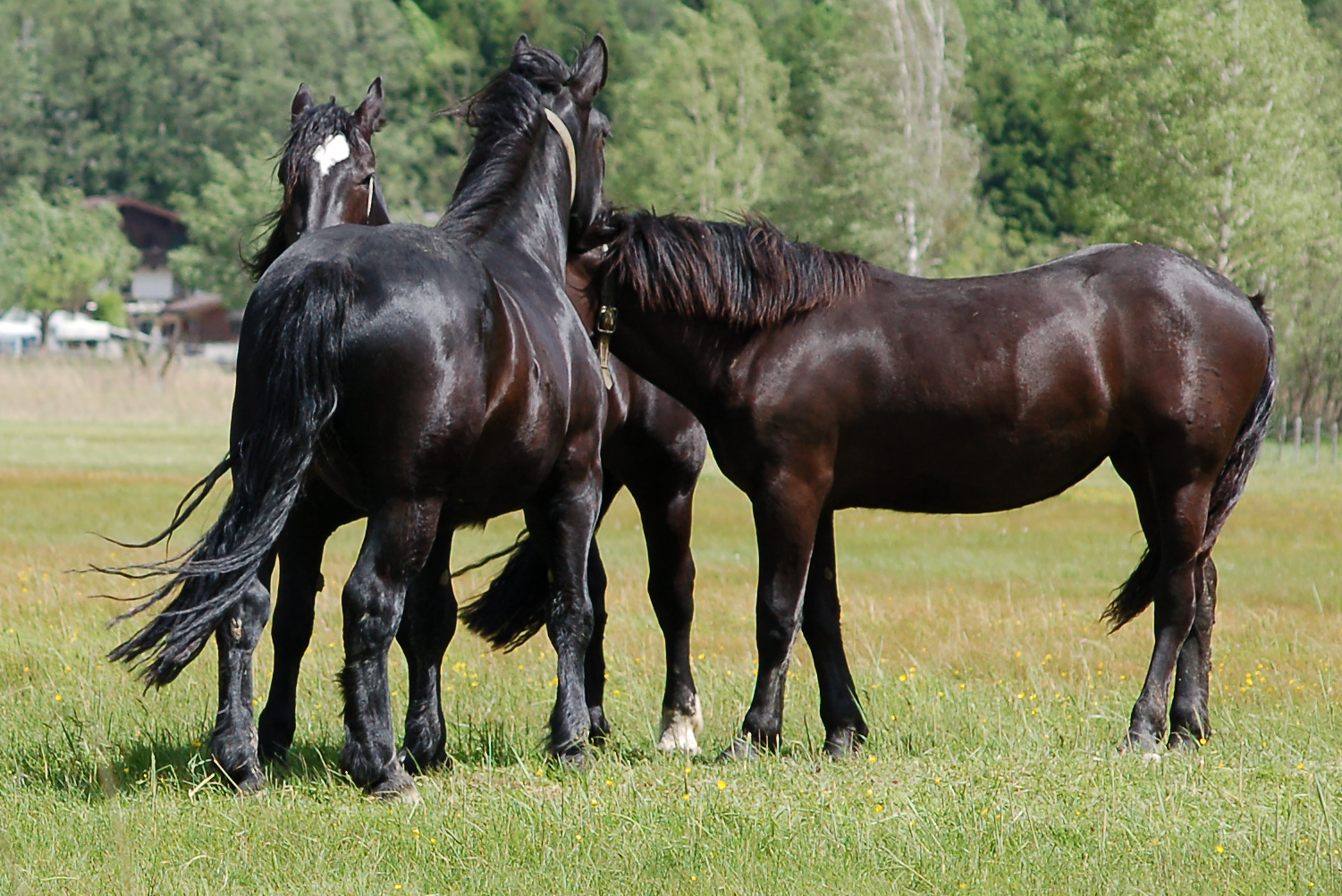
Noriker linea Nero

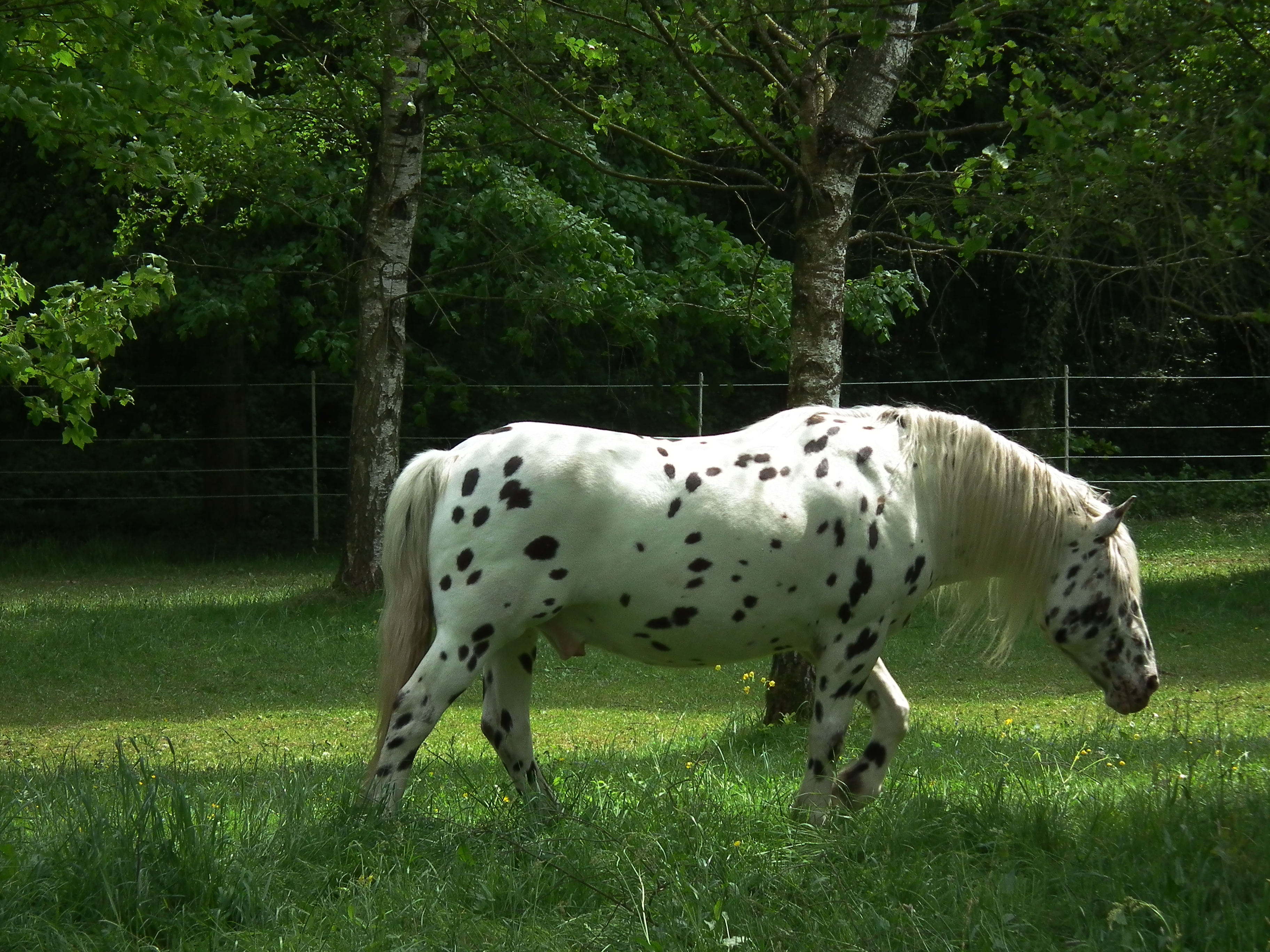
Noriker linea Elmar fotografato a Bretten

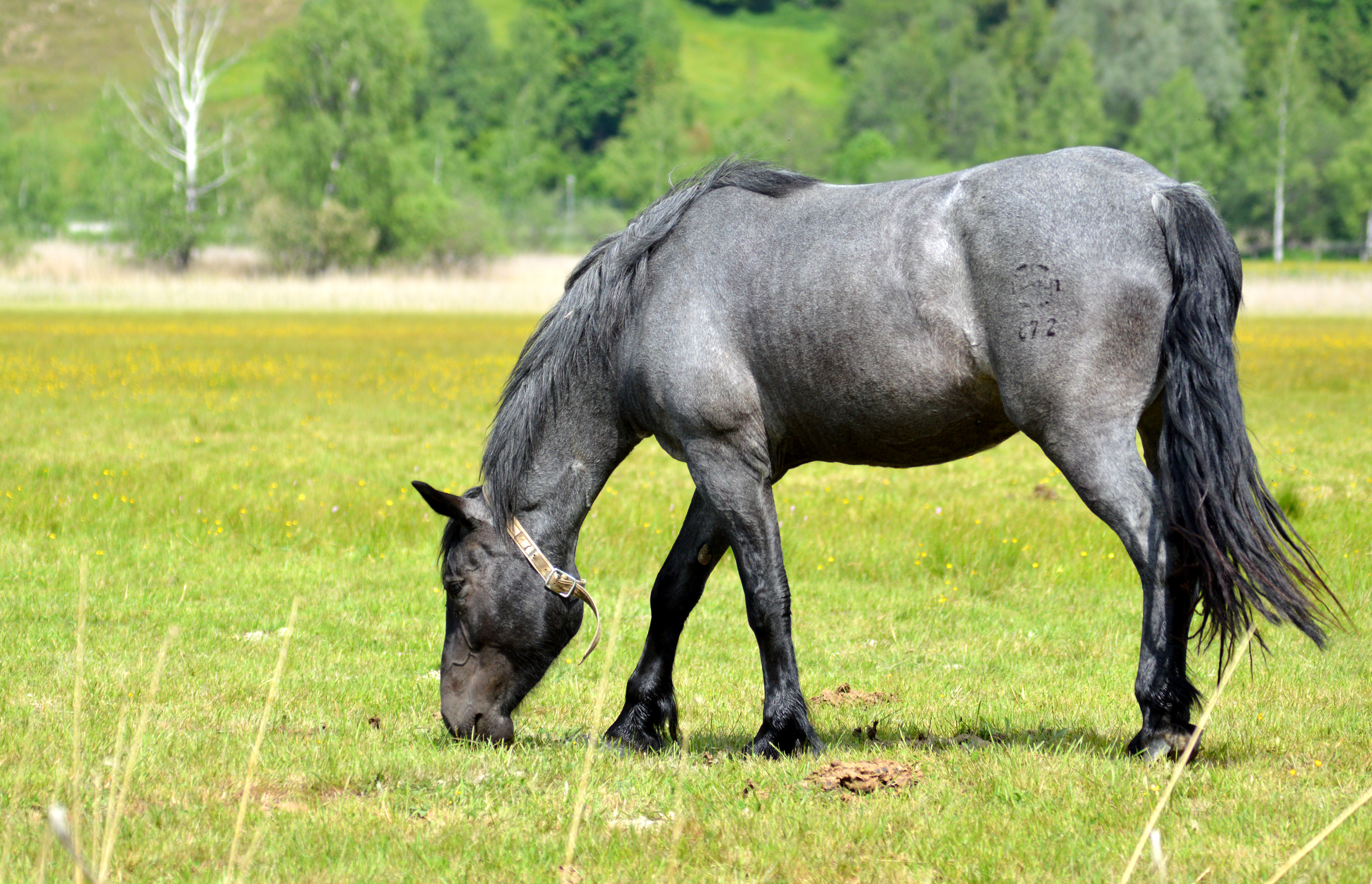
Noriker linea Schaunitz

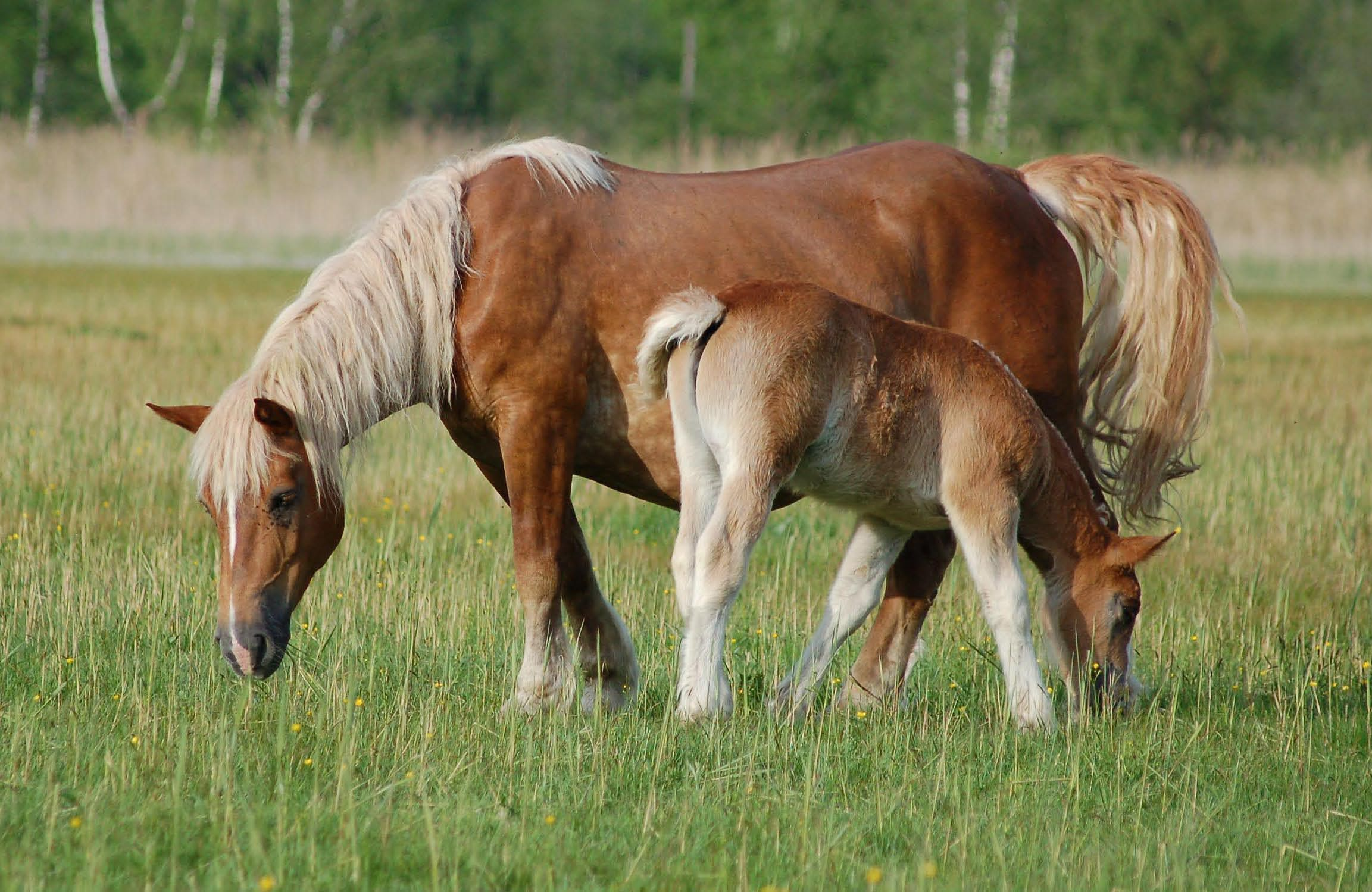
Noriker linea Diamant

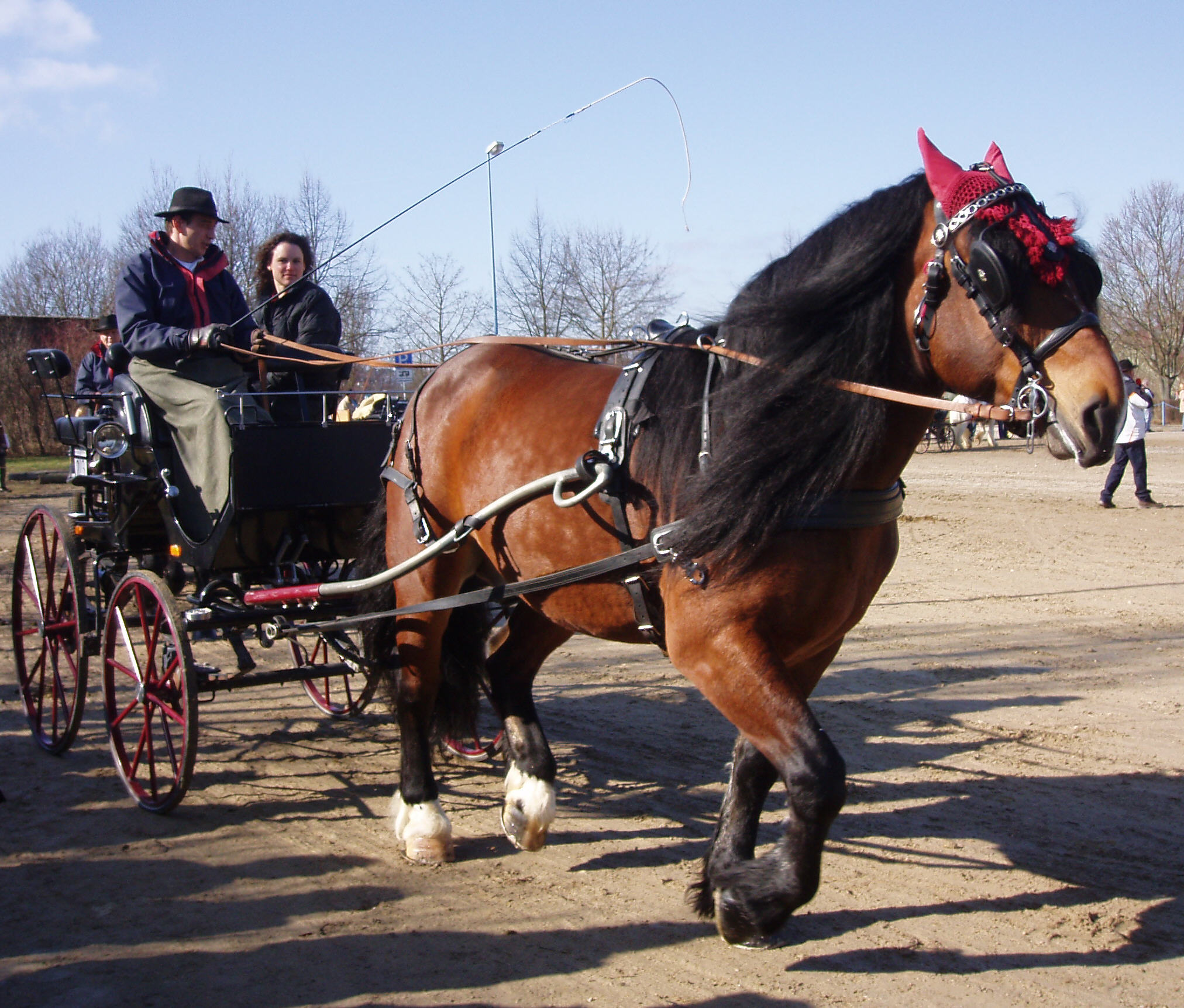
Noriker linea Vulkan con attacchi

Il Norico è un cavallo brachimorfo con baricentro basso, mediamente pesante, di grandi dimensioni con appiombi asciutti e corretti. Il Noriker è indicato per il tiro di carrozze e il tiro pesante; può essere usato anche da sella.
Genealogicamente si riconoscono 5 linee maschili: Vulkan, Nero, Schaunitz, Diamant ed Elmar. Dal punto di vista morfologico:
- Mantello e cute: sono abituali i seguenti mantelli nelle loro variazioni: morello, baio, sauro, grigio, testa di moro, tigrato e pezzato.
- Testa: la testa è asciutta, tipica, espressiva, distinta con sguardo attento.
- Collo: il collo è muscoloso di media lunghezza, con un buon attacco spalla-collo , senza un eccessivo sviluppo della muscolatura sul lato inferiore.
- Tronco: il tronco è sufficientemente lungo e profondo con una linea dorso-lombare sostenuta ed elastica, un buon raccordo fra treno anteriore, tronco e treno posteriore con un buon sviluppo del costato. Il torace è largo e profondo. Il garrese è evidente. La groppa è sufficientemente lunga, larga, doppia e molto muscolosa.
- Arti: gli arti sono robusti, corretti, asciutti con articolazioni ben sviluppate e zoccoli resistenti. Il piede è ben conformato, sano, resistente e pigmentato, sufficientemente largo.

## Temperamento
Il cavallo è dotato di buon carattere con temperamento mite:
| Misure biometriche (cm)        |        |         |
| Femmine: valutazione a 36 mesi | Minime | Massime |
| Altezza al garrese             | 154    | 170     |
| Circonferenza stinco           | 22     | 25      |
| Maschi: valutazione a 30 mesi  | Minime | Massime |
| Altezza al garrese             | 156    | 170     |
| Circonferenza stinco           | 23     | 26      |

### Ulteriori caratteristiche
Longevità, fertilità, oltre ad avere un buon carattere, un temperamento mite, varie attitudini: al tiro a alla sella.

### Valutazione morfologica
La valutazione morfologica del cavallo di razza Noriker si basa su quattro criteri e viene espressa tramite un giudizio complessivo.

## Definizione dei criteri di valutazione
1.Caratteri tipici
I caratteri tipici permettono di valutare la morfologia del cavallo nel suo insieme, tenendo conto dei seguenti criteri:
- tipicità: in armonia con lo standard di razza
- caratteristiche sessuali: chiara appartenenza al tipo femminile o maschile
- distinzione: in particolare testa asciutta ed espressività

2.Armonia
Per “armonia” si intende il giusto equilibrio fra tutte le parti anatomiche, con una buona meccanica dei movimenti. Un cavallo è definito disarmonico quando una parte del corpo non è sufficientemente sviluppata rispetto alle altre, ad esempio spalla corta e verticale, l'omero corto, la groppo corta, gli arti non corretti.
Ricadono in questo criterio di valutazione anche i difetti degli arti e degli appiombi ed una meccanica dei movimenti non corretta, apparentemente congenita.
3.Sviluppo generale
Con questo termine si indica la conformazione ed il modello del cavallo. È richiesto il giusto equilibrio fra altezza al garrese, lunghezza e larghezza del tronco e profondità del torace. Il cavallo Noriker, come citato precedentemente, è un cavallo brachimorfo, di taglia adeguata con un sufficiente sviluppo del tronco e del torace, con sufficiente altezza libera in modo da garantire l’equilibrio e l’armonia dei movimenti.
4.Andature e impulso
Il passo deve essere lungo, il trotto non accentuato, con un’imponente spinta dal treno posteriore. Le falcate devono essere molto ampie.
Nota bene:
- passo franco e cadenzato, a quattro tempi, dove le orme dei posteriori superano quelle degli anteriori
- trotto franco, attivo, a due tempi, con falcate ampie, dove le orme dei posteriori coprono quelle degli anteriori
- andature generalmente franche e dritte, con movimenti equilibrati ed armonici.

## Sistema di allevamento
È un animale con abitudini di vita semplici, dotato di buona forza e buona resistenza che gli permettono di vivere in zone in cui le temperature possono scende fino a -25°C.
Generalmente è una razza poco allevata nonostante abbia ottime doti di fecondità e fertilità con i parti stagionalizzati in primavera.I puledri trascorrono le prime fasi della loro vita negli alpeggi dai 2000 metri di altezza sul livello del mare in poi dove sfruttano al meglio le scarse produzioni foraggere, mentre durante il periodo invernale vengono allevati in stalle con bovini e cavalli Haflinger.
In Alto Adige gli allevatori fanno riferimento alla federazione provinciale allevatori cavalli Haflinger e il libro genealogico viene gestito secondo i principi stabiliti per la razza Noriker dall'Associazione Salisburghese Allevatori Cavalli.
In Austria, terra originaria di questa razza, viene utilizzato per sfilare con eleganti bardature durante fiere e manifestazioni folcrolistiche.

## Caratteri produttivi

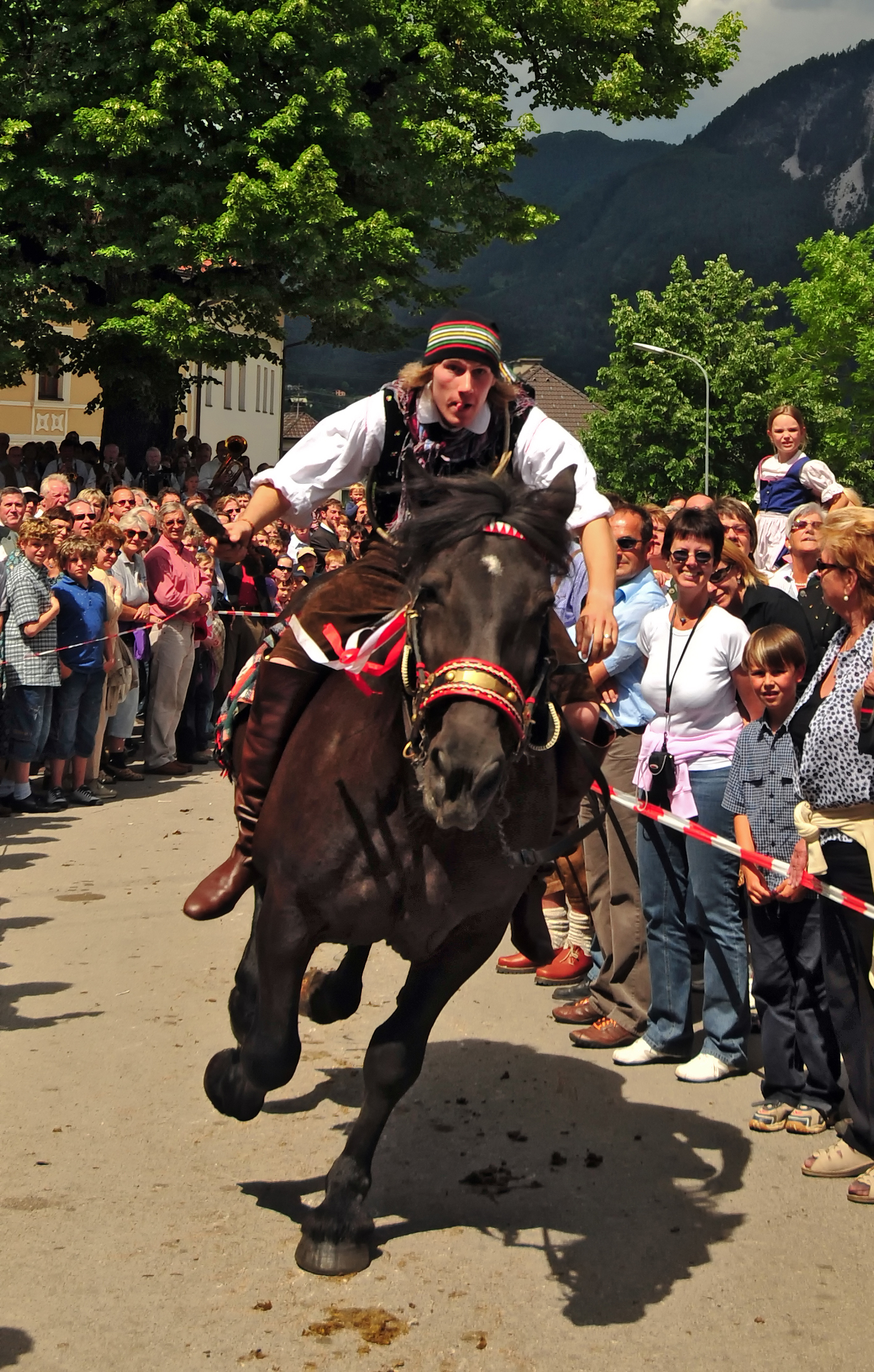
Monta di un Norico

La sua attitudine originaria è il tiro pesante per lavori agricoli, boschivi e per il trasporto, ma può essere utilizzato anche da sella. La selezione degli ultimi decenni si è orientata verso la produzione di un cavallo più leggero e veloce, che corrispondesse meglio alle esigenze degli attacchi amatoriali e sportivi. Proprio negli attacchi ha saputo affermarsi nelle prove di dressage, di campagna, sia nei singoli che nelle pariglie e nei tiri a quattro. In questi ultimi anni grazie alle sue doti di affidabilità ed eleganza ha visto crescere la sua popolarità e il numero di individui. Ha inoltre ottenuto un certo successo tra gli amanti del cavallo barocco sempre più utilizzato, elegantemente bardato e sellato, quale monta di cavalieri e amazzoni nelle rappresentazioni con costumi medievali.
Il Norico trova anche impiego nelle zone d'origine per scopi turistici, soprattutto per passeggiate con carri e carrozze. Utilizzato anche per il traino delle slitte durante l'inverno nei paesi alpini e nelle zone naturalistiche di maggiore interesse. Questa razza ha saputo mantenere un utilizzo di carattere strettamente agricolo legato alla riscoperta delle tradizioni di alcune aziende trentine e venete, nell'impiego in luoghi boschivi per il traino dei tronchi, lavoro nel quale esprime tutte le sue caratteristiche di forza e resistenza, anche in situazioni malagevoli con terreni in forte pendenza.